# 국립철도박물관 (포르투갈)

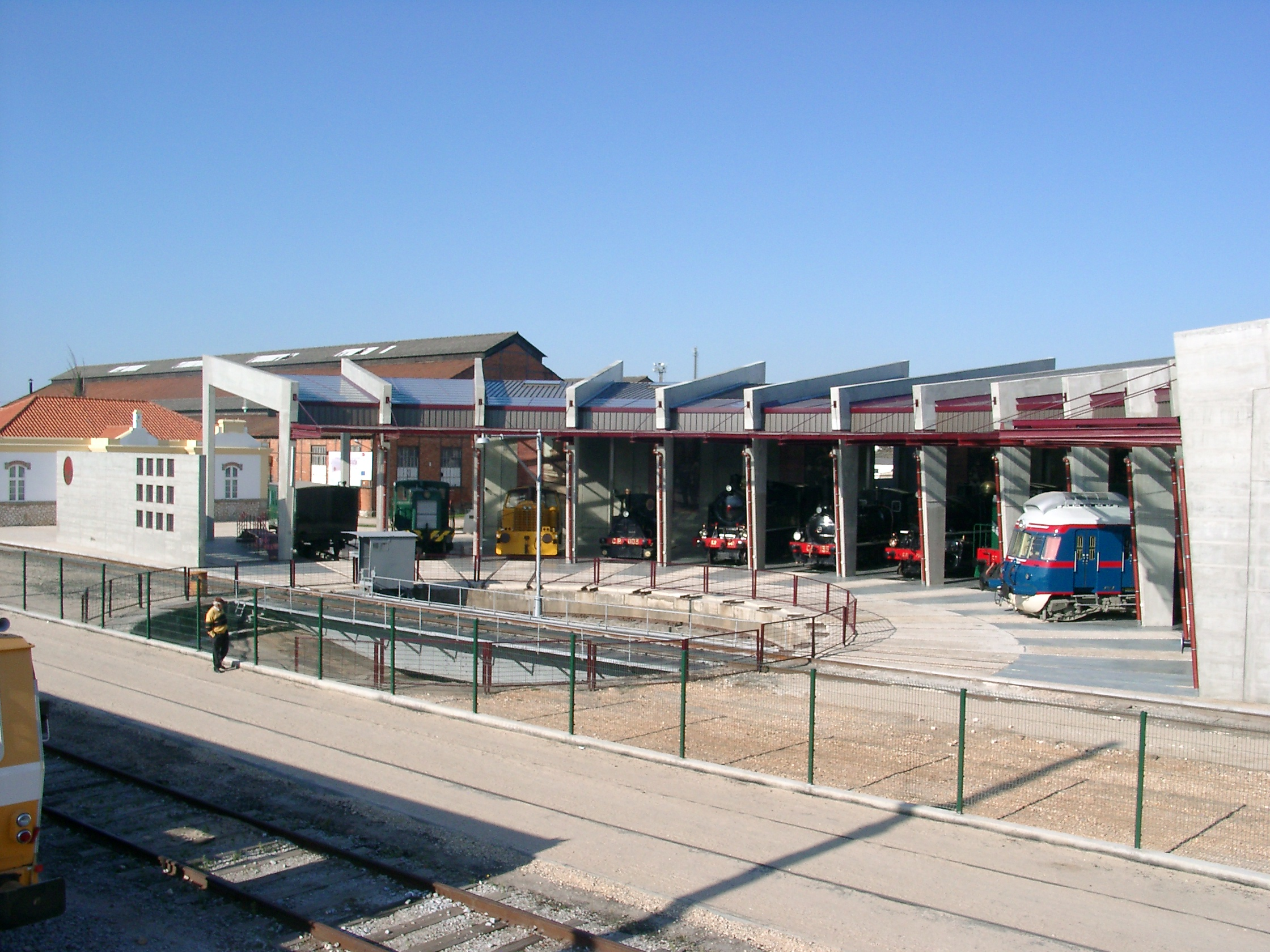
포르투갈 국립 철도 박물관

포르투갈 국립 철도 박물관(포르투갈어: Museu Nacional Ferroviário)은 포르투갈의 철도 박물관이다. 포르투갈 철도망의 주요 허브이자 정비창이 위치한 곳이기도 한 인트롱카멘투 마을에 본부와 주요 기지를 두고 있다.

## 같이 보기
- 포르투갈 철도
- 국립 철도박물관